# Powódź w zachodniej Wiktorii (1909)
Powódź w zachodniej Wiktorii – powódź, która wystąpiła w sierpniu 1909 roku w zachodnich częściach stanu Wiktoria w Australii.

## Tło
Utrzymujące się powyżej średniej opady rozpoczęły się w kwietniu 1909 w wyniku silnego systemu niżu, który zetknął się z wilgotnym powietrzem znad Oceanu Indyjskiego. Chociaż kwiecień i maj były wilgotne, czerwiec był wyjątkowo mokry; w wielu miejscach (np. w Melbourne) odnotowano rekordowe opady. W czerwcu silne opady występowały w całym stanie. W lipcu opady powyżej normy były rejestrowane tylko na północy stanu.

## Powódź
Mokre miesiące poprzedzające powódź oraz silne opady, które wystąpiły w sierpniu spowodowały poważne wystąpienia wód w rzekach. Już 11 sierpnia wystąpiła pierwsza powódź na rzece Richardson, która zagrażała miastu Donald.
Trzy z czterech niżów w miesiącu dotarły nad zachodnią cześć Wiktorii do 17 sierpnia i przyniosły ze sobą silne opady deszczów, nasycona gleba miała problemy z szybkim odprowadzaniem wody. 18 sierpnia kolejny niż zaczął rozwijać się nad regionem Wimmera, związany z ciepłym powietrzem znad Morza Tasmańskiego  spowodował wystąpienie burz. W Rich Avon odnotowano opady w wysokości 50 mm, podczas gdy w Wielkich Górach Wododziałowych spadło w przeciągu sześciu godzin 100 mm wody.
W wyniku tej ulewy w wielu rzekach wzrósł poziom wody, w niektórych wzrosły do rekordowych poziomów. Poziom wody wzrósł m.in. na rzekach: Avoca oraz Hopkins i Merri, które położone są blisko wybrzeża. Dalej na wschód wiele domów było zalanych w Inglewood w wyniku wylania rzeki Loddon. Miasto Donald było zalane przez rzekę Richardson, gdzie uległo zniszczeniu wiele dróg. W pobliżu Geelong cztery osoby utonęły w trakcie próby przedostania się przez rzekę Barwon w Winchelsea.
W zachodnim regionie powódź spowodowała duże straty w rolnictwie. Wiele upraw zostało zniszczonych w wyniku dużych ilość opadów, zarówno podczas powodzi, jak i w trakcie wcześniejszych mokrych miesięcy. Duża liczba owiec zdechła w wyniku choroby gnicia strzałki.
Powodzie w sierpniu 1909 wystąpiły również w dorzeczu rzek Murray i Darling w Australii Południowej, jednak nie były one tak intensywne jak na zachodzie stanu Wiktoria.